# 筆記体

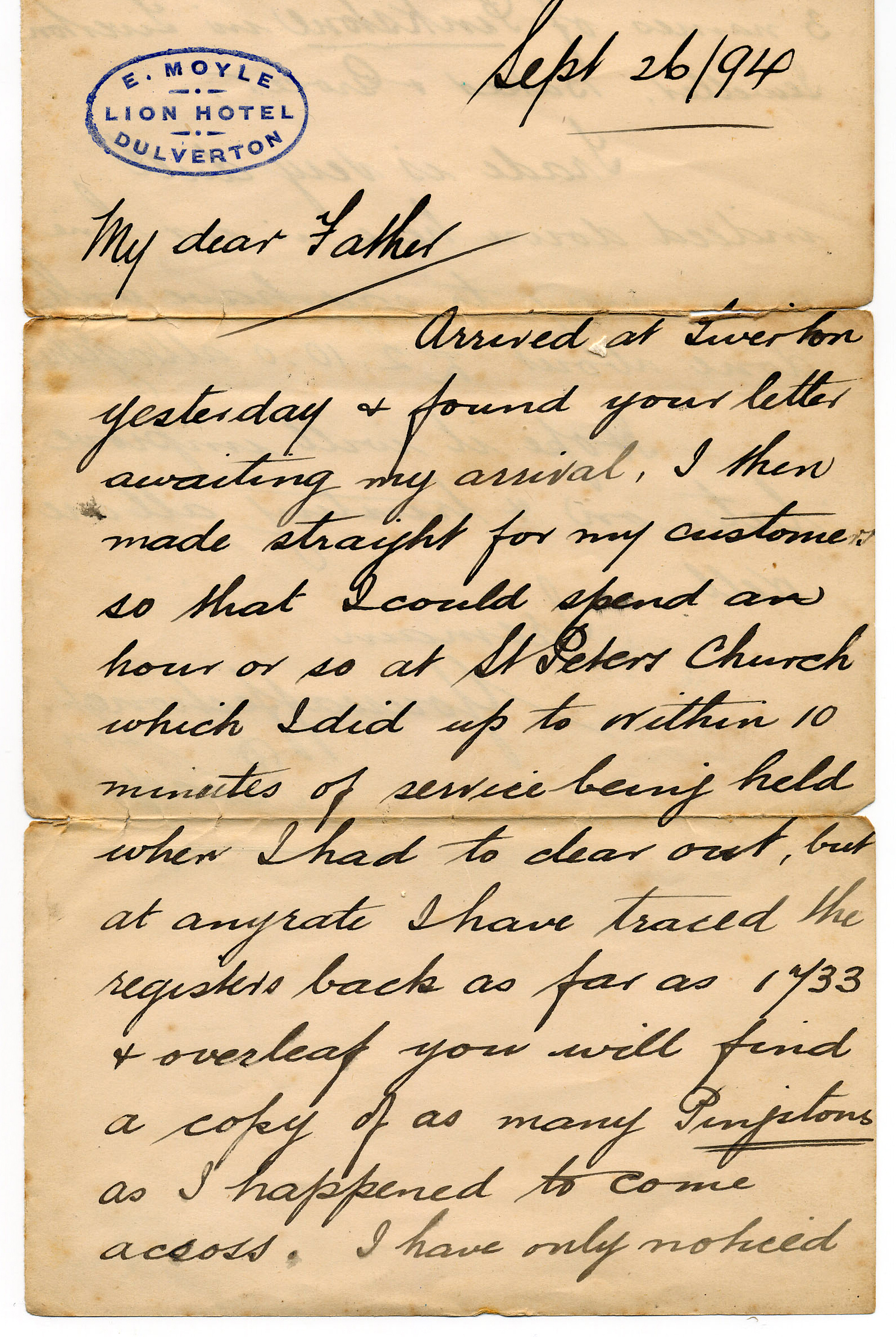
ラテン文字の筆記体で書かれた手紙。1894年の日付がある

筆記体（ひっきたい、英: cursive script、伊: scrittura corsiva、独: Schreibschrift, Kursive, Kurrentschrift, Laufschrift、仏: écriture cursive）は、ラテン系言語などにみられる書体の一種。
文字はもともと筆記で書かれるものからはじまり、その後さまざまな書体が開発されるという発展の様式をたどった。その中で筆記で書くのに適した一筆書きのように文字を続けて書く手書き文字、あるいはそれに似せた印刷用の書体（活字やコンピュータ用のフォントなど）のことを「筆記体」と呼ぶ。日本において筆記体と言えば通常はラテン文字のものを指し、フォントとして「イタリック」「カッパープレート」「カーシヴ・スクリプト」「ツァッフィーノ」などがある。

## ラテン系言語

### ラテン文字
ラテン文字における筆記体 (Cursive style) は各単語内のすべての文字を連結させ、一本の複雑な筆線で記述する筆記の形式である。イギリスでは “joined-up writing”、オーストラリアでは “running writing” と呼ばれている。筆記体は、手書き文字と活字の折衷であるブロック体や活字体とは異なるものであるとされている。

#### 歴史

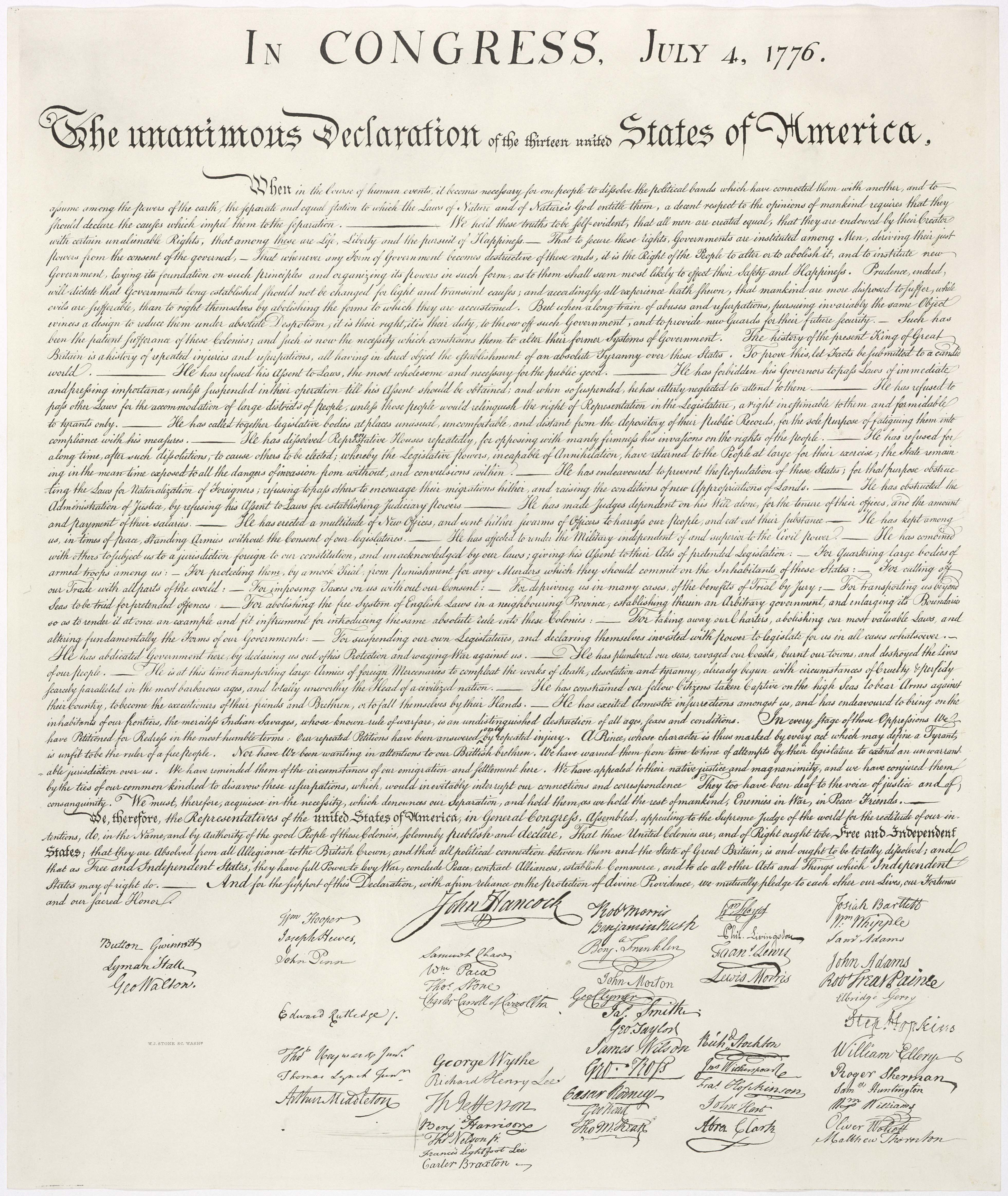
アメリカ独立宣言。本文は筆記体による

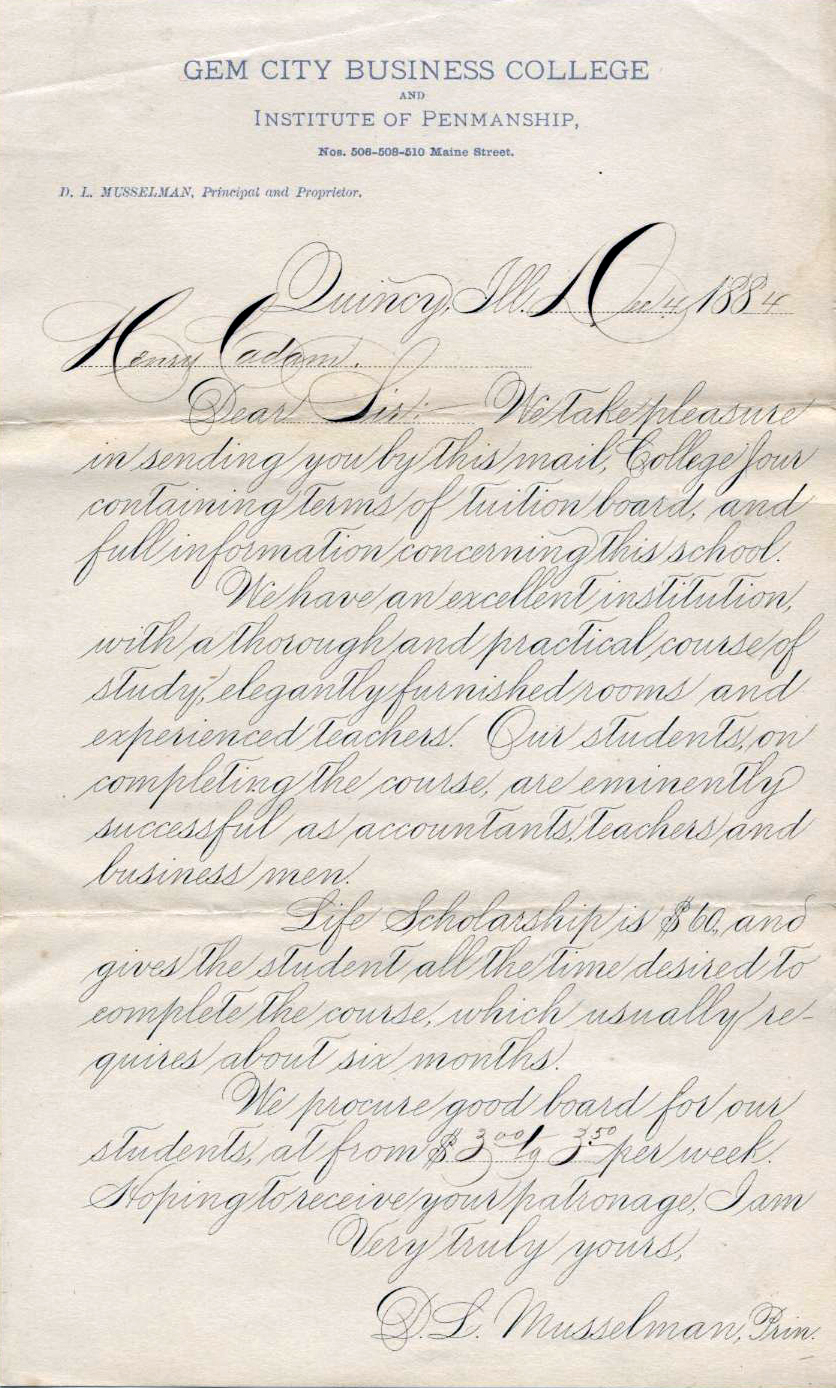
19世紀半ばからタイプライターが普及する1925年ごろまでアメリカ合衆国で使われた筆記体・スペンセリアン (Spencerian)。ビジネス文書の事実上の標準的な書体だった

過去の文書の例を挙げると、17世紀前半のマサチューセッツ州プリマス植民地の知事ウィリアム・ブラッドフォードの手書き文字ではほとんどの文字は分離されていたが、いくつかの文字は筆記体のように連結されていた。その1世紀半後にあたる18世紀後半にはこの状況は逆転、トーマス・ジェファーソンによるアメリカ独立宣言の草稿では、ほとんどの文字が連結されていた。後日職人により清書された独立宣言は、完全な筆記体で記述された。87年後の19世紀半ばには、エイブラハム・リンカーンが今日とほとんどと変わらない筆記体でゲティスバーグ演説の草稿を書き上げていた。
タイプライター発明以前の18世紀および19世紀において、公的な通信文は筆記体により記述されていた。これらの筆記体は見栄えの良さを意味する「フェア・ハンド (fair hand)」と呼ばれており、事務員は正確に同じ筆跡で書く事を求められた。初期の郵便においては手紙は筆記体で書かれた。当時は郵便代の節約のために、すでに文章が書かれた便箋の上に直交する角度で新しい文章が上書きして書かれることがあった (クロスド・レター: Crossed letter) が、ブロック体ではこの書き方はみられない。
女性による手書き文字は、男性のものとは明らかに異なっていたが、手書き文字の形式には急速な変化は起こらなかった。19世紀半ばには、日本で言うところの「読み書きそろばん」に相当する技術として児童は筆記体を学ぶこととなり、教わっていない児童は比較的少数であった。20世紀半ばでも筆記体教育の状況はほとんど変わらず、アメリカ合衆国においては通常2年生か3年生（7 - 9歳）になると筆記体を教えられることとなっていた。
1960年代以降、筆記体の教育の重要性に疑問が持たれ始める。単純にローマ字を傾斜させたイタリック体はより平易なものであり、伝統的な筆記体を不要にするものであるとの議論が巻き起こった。また、書体の種類が増えたことと並行し、手書きの文字が著作権を形成するようになった。これにより、20世紀後半には「D'Nealian式」や「Zaner-Bloser式」などの多様な新しい筆記体が現れた。それぞれが標準化されないまま、さまざまな手書き文字が、異なる英語圏国家の異なる学校制度の下で用いられるようになった。
コンピュータの出現により、社会的プロトコル、必須技能としての筆記体はますます省みられなくなった。かつて「フェア・ハンド」を必要としていたいかなる職種も、ワードプロセッサとプリンターに取って代わられるようになった。筆記体教育は学校において重要度を失い、長い手書き文を書かせるテスト程度にしか用いられなくなっている。手書き文では筆記体の方が早く書けると考えられてはいるものの、需要は減少傾向にあり、2006年のアメリカにおけるSATでは、小論文を筆記体で書いたのは受験者のうちの15%に過ぎなかった。
アメリカのある研究では、1分間に文字を10個から12個しか書けない小学1年生に、9週間にわたって45分間の文字の筆記の授業を行ったところ、書く速度が2倍になったうえに、思っていることについてのより複雑な表現が可能になり、文章の構成能力も上昇したという。これは筆記体の授業を支持する人々によく引用される研究だが、この研究で教えられた英語の筆記とは、筆記体の事ではない。
ウクライナでは2017年時点でもキリル文字を筆記体で記述するため、外国人が手書きのメモを判読するのに苦労することがある。
一方、数式を手書きする場合は、今でも筆記体を用いることが多い。特に、b・l・o・q・x・zは手書きのブロック体では、それぞれ6・1・0・9・×・2と区別し難いので、一般に筆記体で書く。

#### 筆記法

筆記体によるラテン文字の大文字と小文字の例

筆記体による小文字の大部分は印刷やタイプライターによる小文字、特にイタリック体の小文字に非常によく似ている。ただし、筆記体やブロック体では「a」の上の部分のフックや円を2つ縦に並べた「g」は基本として使用しない。正確な文字の形は筆記体の形式により異なっている。いくつかの筆記体では、「f」は交差する横棒の代わりに2つの円で書かれる。"l"はフォントによって、リットルの単位記号"ℓ"として筆記体が収録されている。また、特にフランス式では「p」は「n」のように下の部分を離したままで書かれ場合によっては上の部分まで離し「p」が単純な線に見えるような形で書かれる。「r」はしばしば中世の「半分のr」（ꝛ ）に由来する字体で書かれる。また、「z」には尻尾が付けられる。これも中世の筆記法に由来する。他の小文字は概ね同じ字体のままで伝わっているが、18世紀のローマ字体の小文字「w」は今日使われている「n」に「v」を繋げたような形をしている。また当然ながら、「長いs」（ſ）は使われない（但しドイツ式の筆記体では用いられる場合もある）。
大文字は筆記体特有の字体を使用するが、いくつかの筆記体では活字体に由来する字体を使用している。
伝統的に、一つの単語の中にある連結された全ての筆線は「tの横棒を引き、iの点を打つ ("cross one's t's and dot one's i's")」前に完成させなければならない。このフレーズは、作品を仕上げる事を表現する英語の慣用句となっている（「画竜点睛」に相当）。ほとんどの筆記体の形式では、小文字のxと大文字のXの交差線やjの点も同様の規則に従って書く。
18世紀から19世紀半ばまでの手書きの筆記体は、18世紀の版画の見出し文字に使用されていた、より美術的な筆記体カッパープレート (Copperplate) とは異なっていた。カッパープレートでは小文字体のアセンダやディセンダが太い実線で書かれるのに対し、筆記体では細い輪で書かれる。これは、事務で使用するインクを節約するためであったと考えられる。

### 筆記体の弊害

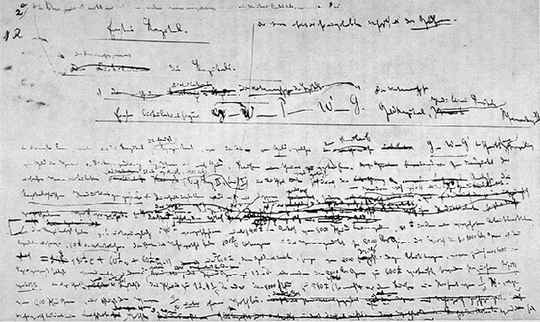
カール・マルクス直筆の資本論草稿

筆記体は読み取りが難しくなりがちである。たとえばiとtはその点や横棒をあとで書き足すため、それがずれてしまって読めないのがよく見かけられる。
あくまでジョークではあるが、『デイヴ・バリーの笑えるコンピュータ』ではいかに筆記体が英語の読み取りを困難にしているかを述べワープロソフトの効用として筆記体を駆逐したことを挙げている。
例えば小文字の"g", "y", "z"は間違われやすい。この誤読に起因して、しかもその間違いが固定されてしまった例としてヴォイツェック (Woyzeck) がヴォツェック (Wozzeck) になった例（yがzに）などがある。

### 教育課程における筆記体

#### アメリカ合衆国
全米共通学力基準（コモン・コア）は、多くの州で幼稚園から高等学校までの標準カリキュラムとなっているが、そこにはブロック体の手書きとキーボードの使い方は盛り込まれているが筆記体については扱われていない。
2008年のアメリカの調査では、小学校の教師のうち、筆記体の教え方について習ったことのある者はわずか12%だったという。2011年にはインディアナ州とハワイ州で、学校での筆記体の授業は必ずしも行わないでよい、代わりにキーボードでの入力を教えるよう求める、という通達がなされた。2009年に全米共通学力基準 (Common Core State Standards) が提案され、2011年7月時点では44の州で採択されているが、この基準においては筆記体の課程が含まれなかったため、採択した州すべてで筆記体の授業をすべきかどうかの議論が続いている。
IT時代にはキーボードや携帯端末での文字入力が主で筆記体をカリキュラムに盛り込む意義は小さいとする意見がある。一方で筆記体の書き方を習得した児童は綴りの正確性や構文の読み取りの能力が高いという調査もある。

#### フランス
フランスでは幼稚園の課程でアルファベットの筆記体を学ぶことが多い。

#### ウクライナ
ウクライナでは児童向けの筆記体練習ドリルも販売されており、ほとんどの大人が筆記体を習得している。

#### 日本
日本においては、第二次世界大戦後の1947年（昭和22年）に、9年間の義務教育のうち後期3年間を担う新制中学校が設置されて、選択科目として「外国語」（英語）が置かれた。同年に指導の手引きとして文部省が定めた「学習指導要領・英語編（試案）」には、「大文字の筆記体」「小文字の筆記体」の「習字」を第7学年（新制中学校の第1学年）の終わりに指導することとされた。
1951年（昭和26年）に改訂された「学習指導要領・外国語科英語編（試案）」では、中学校第1学年の特殊目標として「活字体や筆記体で黒板や本から，語・句・文を書き写す能力」を挙げた。また同書には、次のように筆記体を学ぶ意義が述べられている。
1958年（昭和33年）改訂の「中学校学習指導要領・外国語」では、第1学年の「英語」の内容として「文字はアルファベットの活字体および筆記体の，大文字および小文字とし，符号は終止符，コンマ，疑問符，感嘆符，アポストロフ，ハイフン，引用符などとする」と定められた。その後、1969年（昭和44年）、1977年（昭和52年）に改訂された学習指導要領でも、同様に第1学年で筆記体を指導することと定められた。生徒は筆記体に習熟することが求められ、教師の板書も筆記体のことが多かったため、ノート、試験答案等の他、手紙やメモ、署名の書字にも広く筆記体が用いられた。
1989年（平成元年）に改訂された中学校学習指導要領（1993年（平成5年）施行）では、これまでよりも教師の裁量の幅を大きくし、教科の内容として行わせる言語活動は「別表1に示す言語材料のうちから，…目標を達成するのにふさわしいものを適宜用いて行わせる」こととされた。この「別表1」に定める「言語材料」の中には、「アルファベットの活字体及び筆記体の大文字及び小文字」として「筆記体」も挙げられていた。しかし、ワードプロセッサの普及によって手書きの機会は減少し、英語圏でも筆記体が衰微したことや、それ以前の改訂で授業時間数が減ったことなども相俟って、同改訂が施行された1990年代以降、授業で筆記体の習熟に時間を割くことは少なくなっていったとされる。
さらに、1998年（平成10年）に改訂された中学校学習指導要領（2002年（平成14年）施行）では、外国語は選択教科から必修教科に位置付けられたものの、授業時数は減少し、「文字指導に当たっては，生徒の学習負担に配慮し筆記体を指導することもできること」と定めたため、筆記体が授業で詳しく取り上げられることはほとんどなくなったとされる。2008年（平成20年）に改訂され2012年（平成24年）4月に施行された「新学習指導要領・生きる力」の中学校学習指導要領では、「外国語」の授業時数が各学年140とされて中学校の教科で最大とされたものの、筆記体についての内容は前回改訂と同様とされた。
以上のように、1990年代初頭以降、中学校の外国語で筆記体が取り上げられることは急速に減っていったため、同年代以降に中等教育を受けた人は、筆記体の読み書きをすることが少なくなっている。

## 非ラテン系言語

### アラビア文字
アラビア文字には活字体と筆記体の区別はない。ただし、ローマ字のブロック体に相当するものとしてナスフ体、筆記体に相当するものとしてルクア体がある。

### 漢字
日本語文字などの漢字圏において同様のものとしては「行書体」「草書体」などがある。英語ではそれぞれ「セミ・カーシヴ（semi cursive: 準筆記体の意）」「カーシヴ（cursive: 筆記体の意）」と呼ばれる。一方、中国語圏ではラテン文字の筆記体を「手写体」（繁体字: 手寫體、簡体字: 手写体）と呼ぶが「手写体」自体は篆書体や隷書体、楷書体などの美術的な書体を指す。（中国語版を参照）

## ギャラリー

ロシアにおける、キリル文字の筆記体
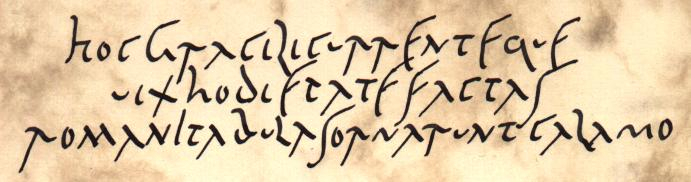
古代ローマにおけるラテン文字の筆記体（ローマ筆記体）
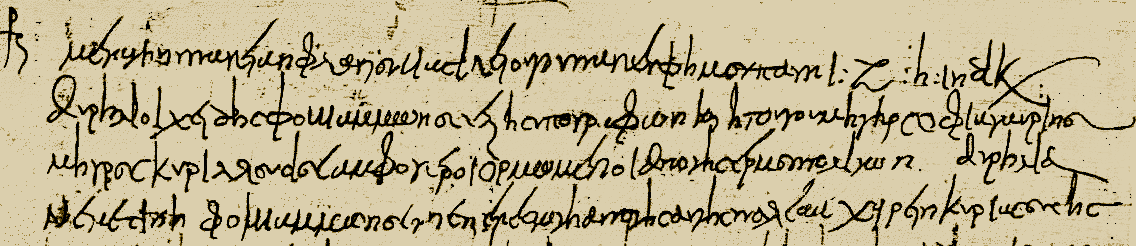
545年に書かれたギリシャ文字の写本
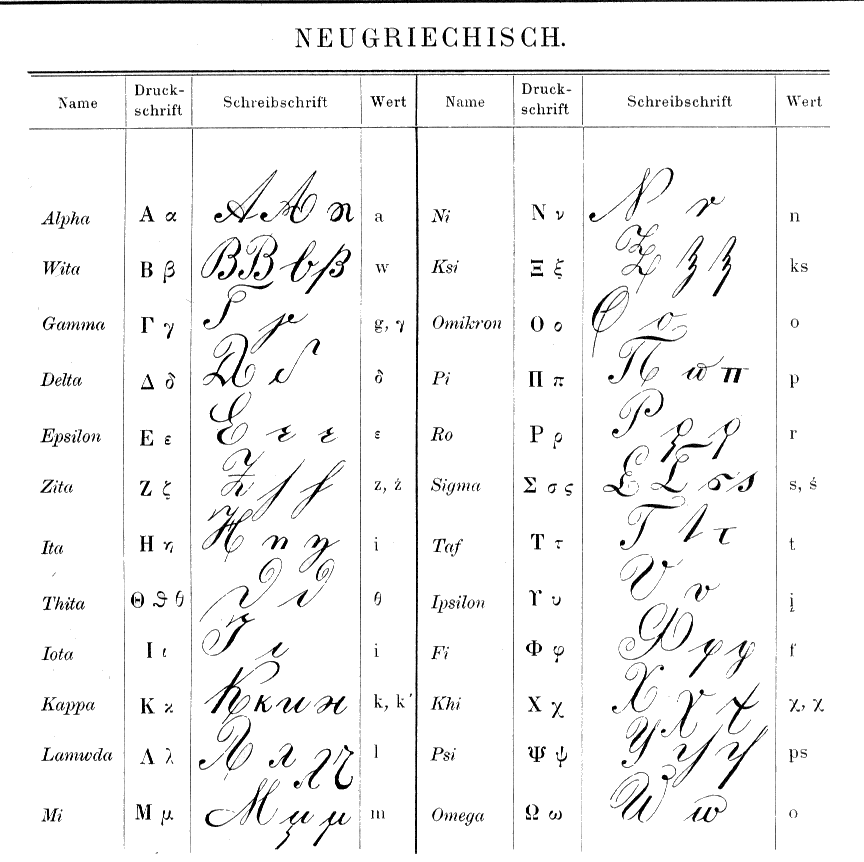
19世紀に西欧の筆記体に倣って作られたギリシャ文字の筆記体
ギザギザしたドイツ筆記体 (Kurrent)
1915年から1970年代までドイツで教えられた筆記体の一種、ジュッターリン (Sütterlin)